# Псевдопериптер

Схема древнегреческого храма типа псевдопериптер

Псевдопери́птер (др.-греч. ψευδής — ложный и др.-греч. περίπτερος — окружённый колоннами) — тип античного храма, прямоугольное в плане сооружение, в отличие от периптера (храма, со всех четырёх сторон окружённого колоннадой), имеющее колонны только на переднем фасаде, а на боковых и заднем фасадах — полуколонны или пилястры.
Разновидностью псевдопериптера можно считать храм с полуколоннами на боковых фасадах и колонными портиками типа амфипростиля на переднем и заднем фасадах.
Такая композиция характерна для поздней античности: эллинистического и римского периодов. Считается также, что в древнеримской архитектуре культовых зданий середины I в. до н. э. псевдопериптер стал ведущим типом храма.
Древнегреческие храмы помещали на низком трёхступенчатом стереобате. Римляне, предпочитая пышный коринфский ордер, поднимали свои здания на высокий подиум. В тесноте римской застройки это было необходимо. Именно так построен Мезон Карре («Квадратный дом») в Ниме, Южная Франция. К главному фасаду такого храма вела широкая лестница, и всё внимание архитектора обращалось именно на передний фасад.

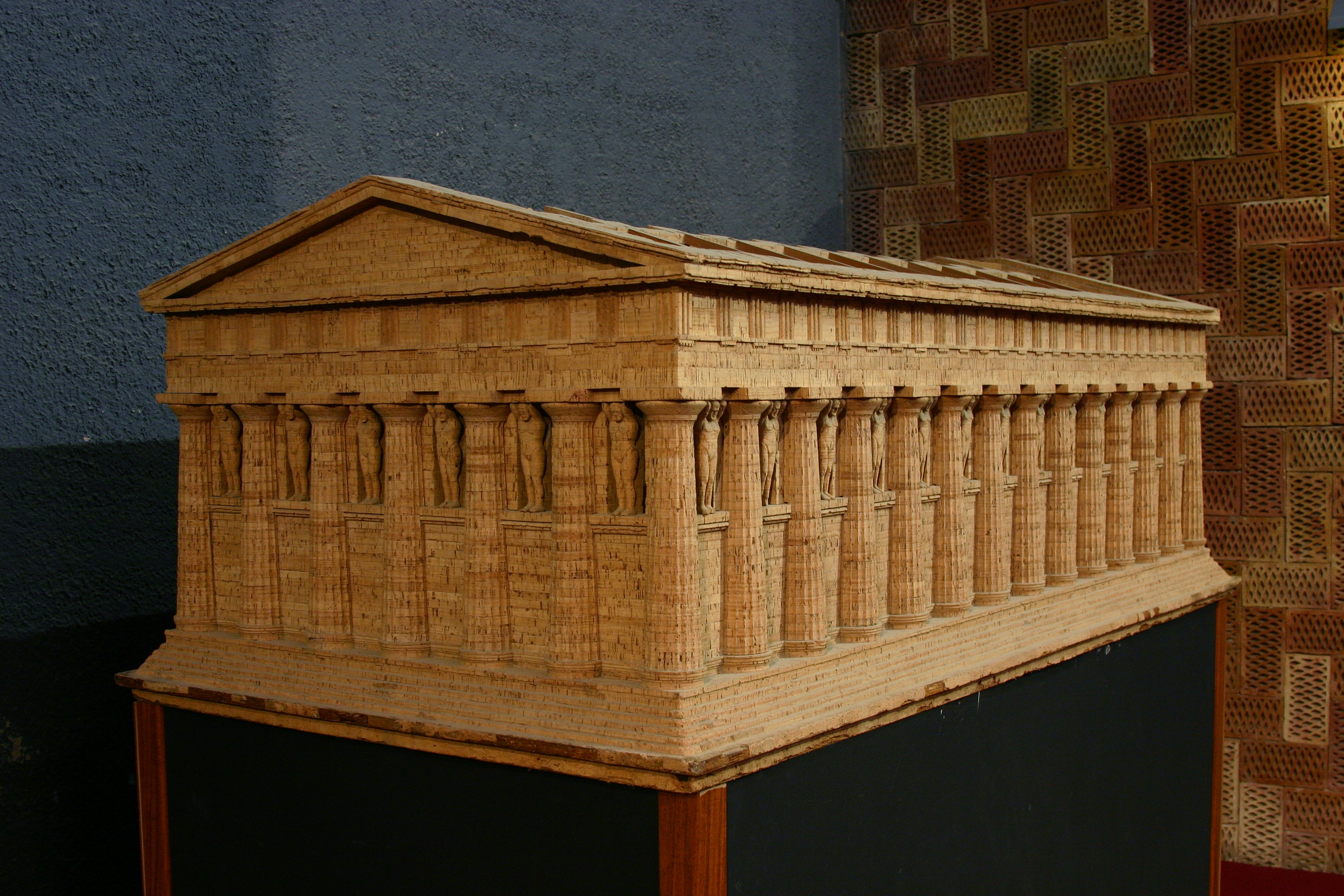
Храм Зевса Олимпийского в Акраганте (Агридженто). 480—450 г. до н. э. Макет по реконструкции Р. Кольдевея. 1925. Агридженто, Региональный Археологический музей
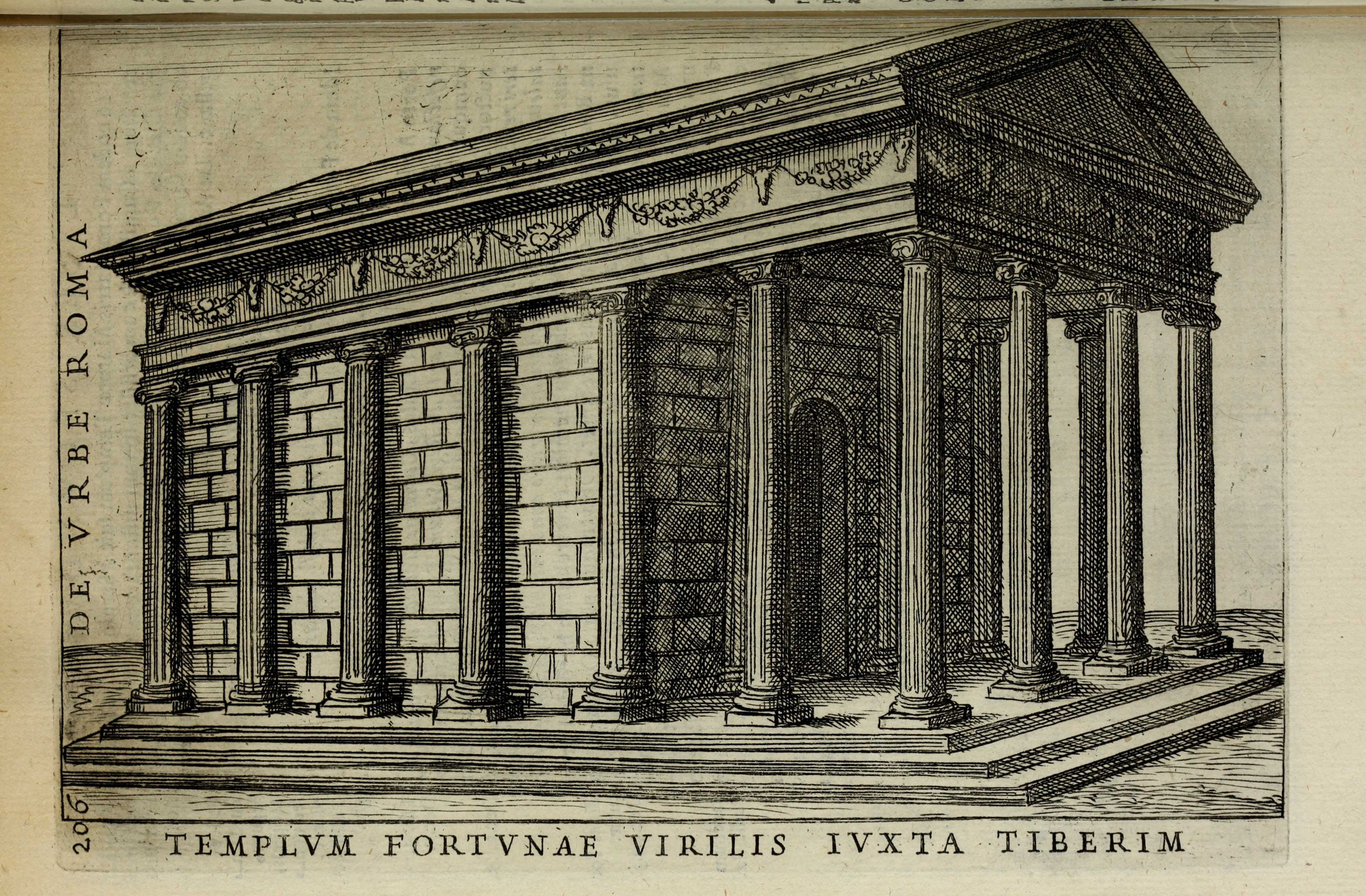
Храм Портуна (храм Фортуны Вирилис) на Бычьем форуме в Риме. Около 100 г. до н. э. Офорт 1725 г.
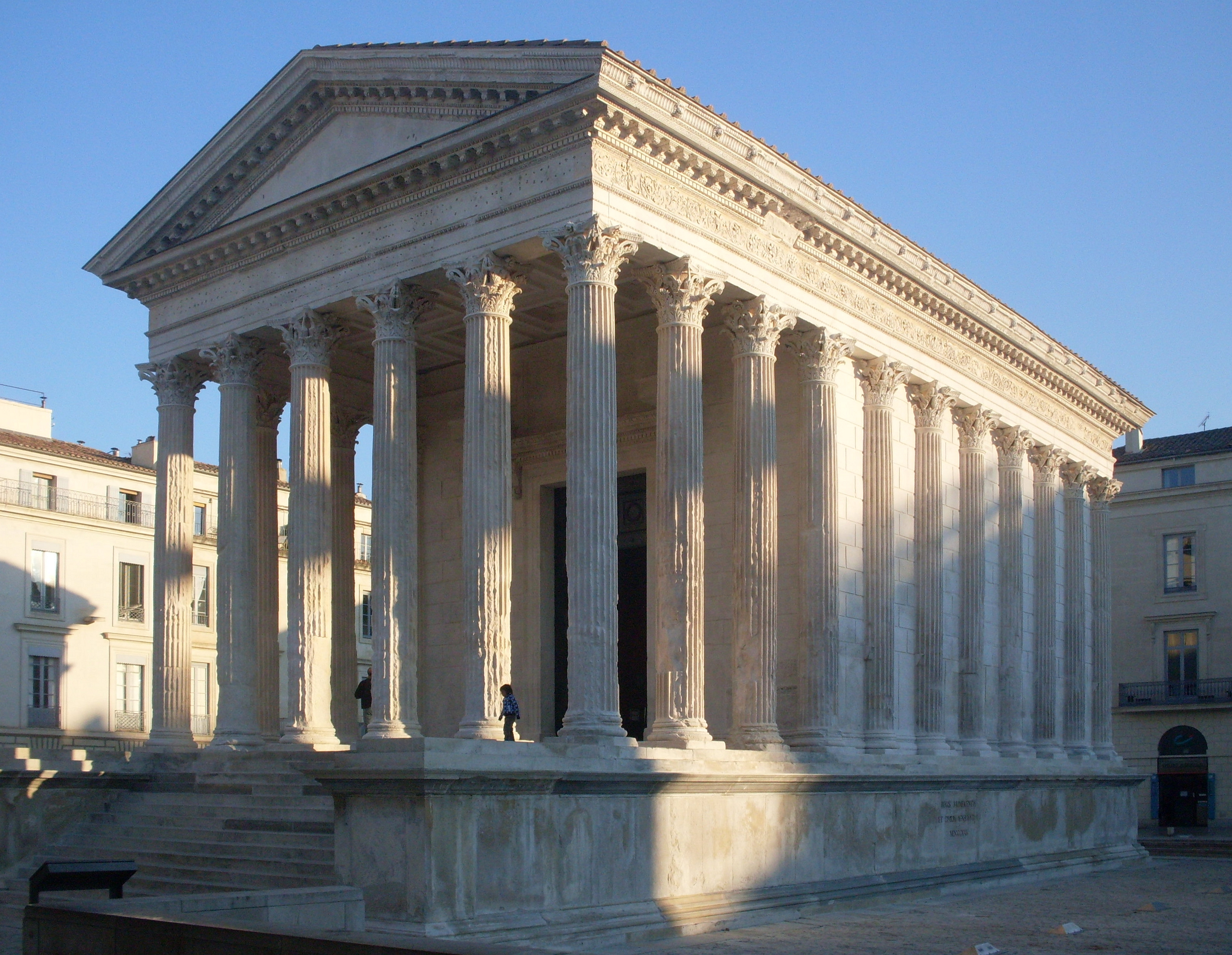
«Квадратный дом» (Мезон Карре) в Ниме.  1 г. до н. э.
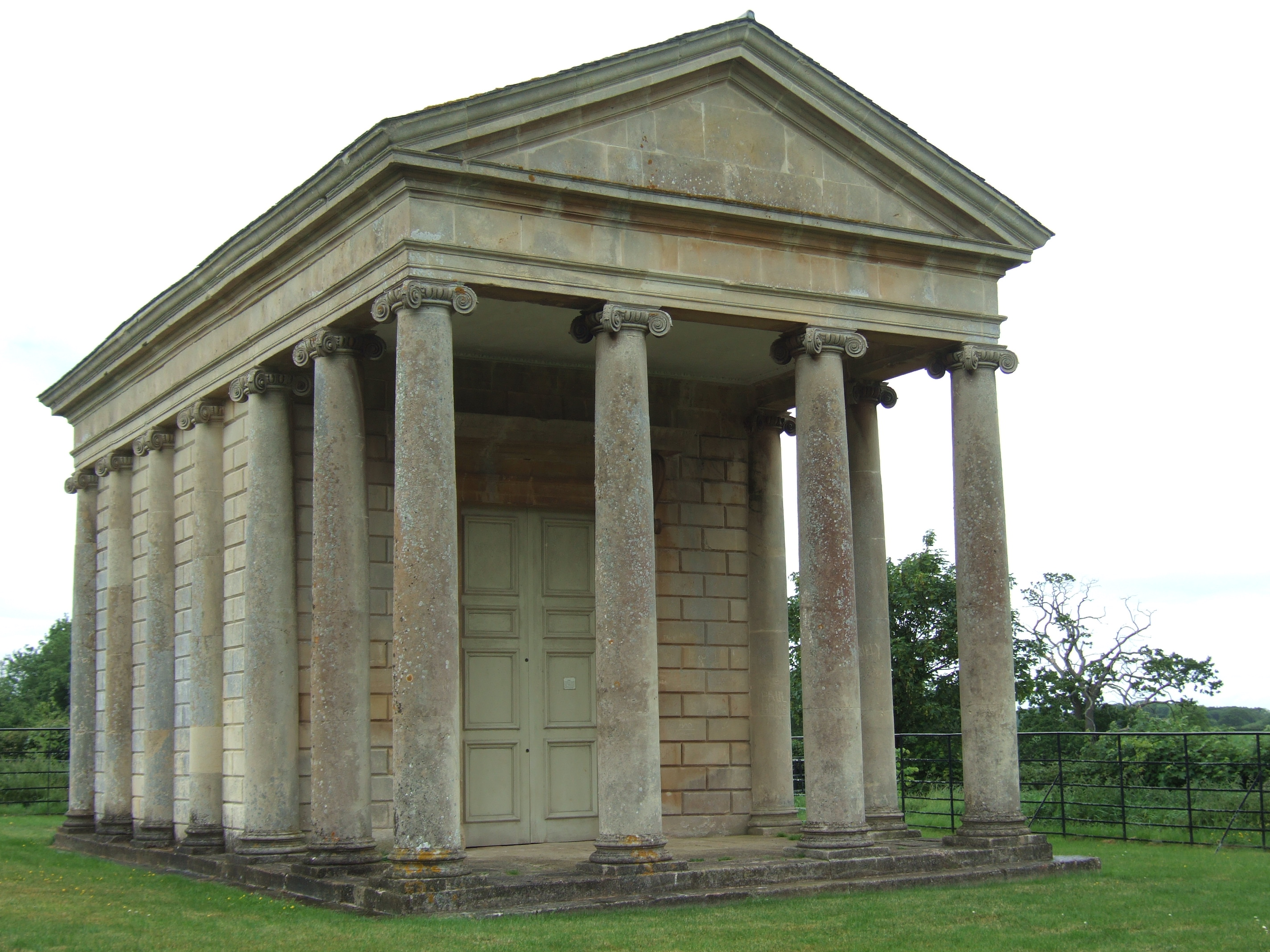
Храм Гармонии. Хэлсвел, графство Сомерсет, Англия. Реплика храма Портуна в Риме. 1767. Архитекторы Т. Проуз, Р. Адам, Т. Стокинг